# Trosteaneț, Tîvriv
Trosteaneț (în ucraineană Тростянець) este o comună în raionul Tîvriv, regiunea Vinnița, Ucraina, formată numai din satul de reședință.

## Demografie
Componența lingvistică a satului Trosteaneț
     Ucraineană (98,69%)
     Rusă (1,24%)
Conform recensământului din 2001, majoritatea populației satului Trosteaneț era vorbitoare de ucraineană (98,69%), existând în minoritate și vorbitori de rusă (1,24%).